# 北海道庁爆破事件
北海道庁爆破事件（ほっかいどうちょうばくはじけん）とは、1976年（昭和51年）に北海道庁舎に仕掛けられた爆弾が爆発し、2名の死者を出した事件。

## 事件の概要
1976年（昭和51年）3月2日午前9時2分頃、札幌市中央区の北海道庁本庁舎1階ロビー西側エレベーター付近で爆発が起こった。ロビーのガラスがことごとく割れ、天井が抜け落ちるほど爆発の規模は大きく、出勤途中の職員2名が殉職、80名余りが重軽傷を負った。その後、爆発したのは時限式消火器爆弾と判明。職員の出勤ラッシュ時間帯を狙った犯行であったと目された。事件後、北海道新聞社に東アジア反日武装戦線を名乗る男から「大通りコインロッカーに声明文がある」と電話があり、北海道警察は地下鉄大通駅の指定された場所でテープライターを使って片仮名で打たれた犯行声明文を発見した。
犯行声明の内容は以下のようなものであった。

すべての友人の皆さんへ。私達日帝本国人は　アイヌ　沖縄人民　チョソン人民　台湾人民　部落民　そしてアジアの人民に対する日帝の支配を打ち砕いていかなければならない。カナジミ〔ママ〕からの「反日闘争に呼応していかなければならない。一切の思い上がりを捨て、自己を変革し我々の反日戦線を鍛え上げ、拡大して行こう。同調を中心に群がるアイヌモシリ（北海道はその一部）の占領者共は第一級の帝国主義侵略者である。日帝は国力増強を目的としてアイヌモシリ植民地経営を推し進め　モシリのすべてを強奪し墓石　アイヌ絶滅を企てて来た。日帝は戦争遂行のため　北海道　サハリン　千島にも無数のチョソン人、中国人を強制連行し　奴隷労働をさせ　多くを虐殺してきた。道庁はその先頭に立って北方領土返還運動を推進してきているが、アイヌは北海道　サハリン　千島は　アイヌ　ギリヤーク　オロッコの母なるモシリ（大地）である　と主張している。侵略占領者である日本とソ連こそが北海道　サハリン　千島の全領域から撤退せねばならないのだ。日本の立場を支持する中国毛沢東一派は大きな犯罪を犯しているのだ。
—東アジア反日武装戦線、中日新聞記事より引用
これを受けて「反日闘争」を進めている人物を中心に捜査が進められ、同年9月10日、容疑者大森勝久が逮捕された。その後の家宅捜索で「反日戦線」との交友関係を示す証拠や自室内にあった工具類が発見されている。
この事件は直接証拠が見つからず、大森は黙秘を貫き、裁判では無罪を主張した。ただし、大森は犯人の残した声明文に含まれる政治思想（アイヌ革命論など）については支持するという特異な状況であった。
1983年（昭和58年）3月、第一審の札幌地裁は、事件当日の目撃証言や押収品などといった状況証拠から死刑判決を言い渡した。その後、札幌高裁への控訴、最高裁への上告はいずれも棄却され死刑判決が確定した。アムネスティ・インターナショナル日本から「冤罪の可能性が最も高い7名の死刑囚」の1人に指定されている。

## 近況
- 2002年（平成14年）7月30日 ‐ 死刑囚となった大森は、札幌地方裁判所に再審を請求。弁護側は逮捕の決め手となった当時の北海道警察の鑑定が虚偽であると主張。
- 2007年（平成19年）3月19日 ‐ 札幌地方裁判所（半田靖史裁判長）、請求を棄却。弁護側は即時抗告を行う。
- 2008年（平成20年）5月28日 ‐ 札幌高等裁判所（矢村宏裁判長）、抗告を棄却。同年6月2日、弁護側は最高裁に特別抗告行う。
- 2011年（平成21年）12月19日 ‐ 最高裁第三小法廷（那須弘平裁判長）、特別抗告を棄却。
- 2013年（平成23年）1月23日 ‐ 第2次再審請求を札幌地裁に提出。
- 2016年（平成26年）3月28日 ‐ 札幌地裁（田尻克已裁判長）、第2次再審請求を棄却。同年3月31日、弁護団は札幌高裁に即時抗告を行う。[出典(裁判) 1][出典(裁判) 2]
- 2017年（平成29年）1月11日 ‐ 札幌高裁（高橋徹裁判長）、第2次再審請棄却に対する即時抗告を棄却。
- 2017年（平成29年）1月16日 ‐ 最高裁に特別抗告を行う。（第2次再審請求を認めなかった札幌高裁決定を不服として、最高裁に特別抗告）[出典(裁判) 3]
- 2017年（平成29年）7月18日 ‐ 最高裁第一小法廷（小池裕裁判長）、特別抗告を棄却。
- 2019年（平成31年）2月8日 ‐ 第3次再審請求を札幌地裁に提出。
- 2021年（令和3年）12月17日 - 札幌地裁（石田寿一裁判官）、第3次再審請求を棄却。弁護団は札幌高裁に即時抗告を行う。
- 2023年（令和5年）3月30日 - 札幌高裁、即時抗告を棄却。同年4月4日、弁護団はこれを不服として最高裁に特別抗告を行う[2]

2023年（令和5年）現在、札幌拘置支所に収監されている。
大森の思想は、極左から転向し、反共主義となっている。そのため日本の核武装を主張したり、ロシアや中華人民共和国を「全体主義国家」であるとして、第二次冷戦を開始すべしと主張している。また外部との通信が制限される死刑囚の立場でありながら、外部協力者によって論文を雑誌に掲載しているほか、ウェブサイト（新・大森勝久評論集）を運営している。